# Barbecuesauce

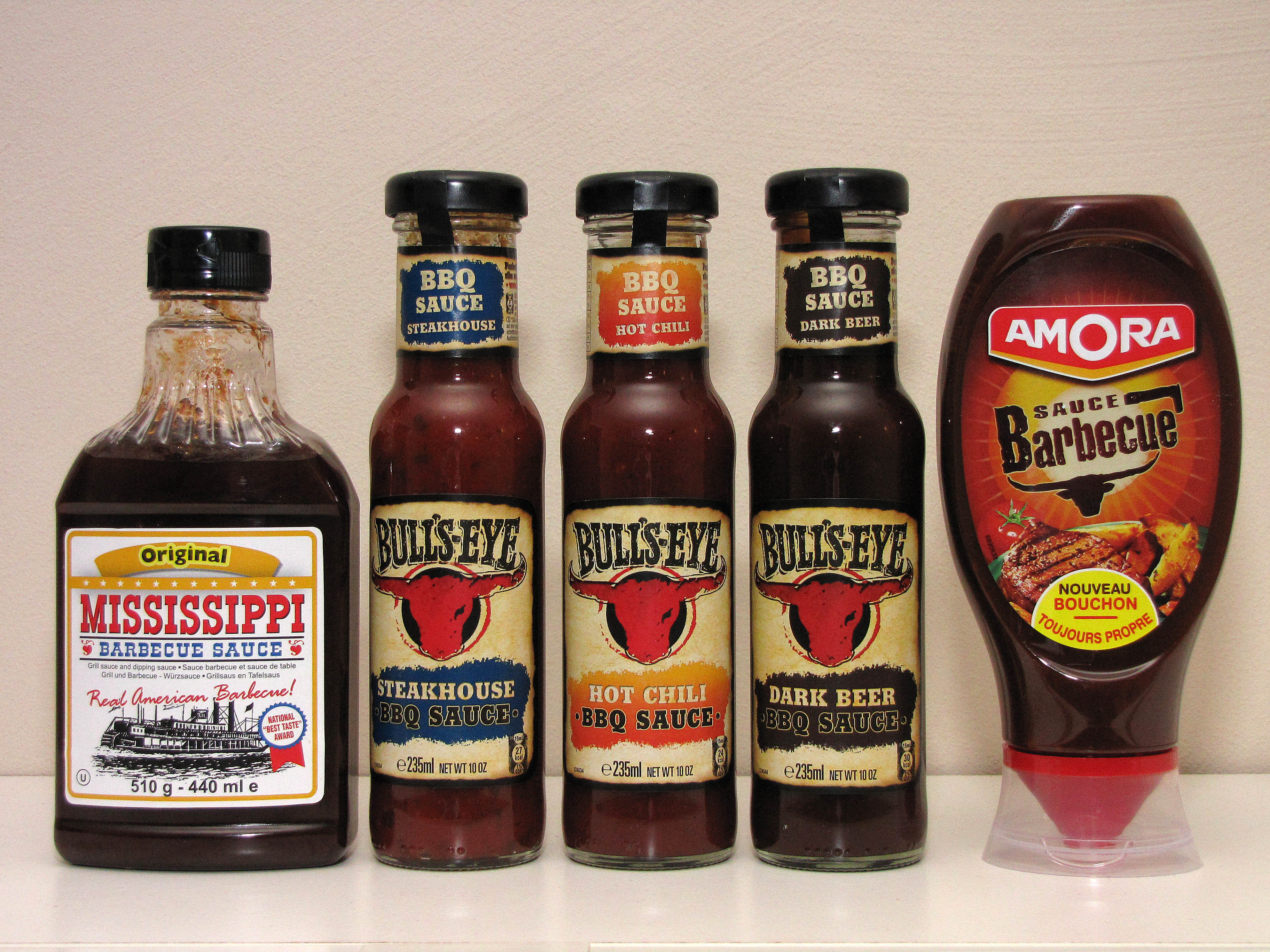
Barbecuesaucen verschiedener Hersteller

Barbecuesauce (auch BBQ-Sauce) ist eine Würzsauce, die vornehmlich für Grill- und Barbecuegerichte Verwendung findet. Die Sauce kann kalt oder auch warm serviert werden. Sie dient als Glasur am Ende des Garvorgangs oder wird als Dip zum fertigen Gericht verzehrt.

## Fertigprodukt
Die erste industriell hergestellte Barbecuesauce stammte von der Firma Heinz und kam 1948 in den USA-weiten Handel.
Als Fertigprodukt enthält Barbecuesauce in der Regel ähnliche Grundzutaten wie Ketchup. Neben Tomaten finden vor allem Zucker sowie Wasser, Säuerungsmittel, Verdickungsmittel, Gewürze und Aromen Verwendung. Die Barbecuesauce unterscheidet sich vom Ketchup vor allem durch eine intensivere Würzung und meist durch die Zugabe von Raucharoma.
Durch die Verbreitung der industriell gefertigten Barbecuesaucen mit teilweise künstlichem Raucharoma und deren Verwendung in Fast-Food- und Snack-Produkten hat sich eine Vorstellung des „typischen Barbecuegeschmacks“ etabliert, der mit dem Geschmack der Gerichte aus einem Barbecue-Smoker manchmal nur wenig gemeinsam hat.

## Herstellung zu Hause

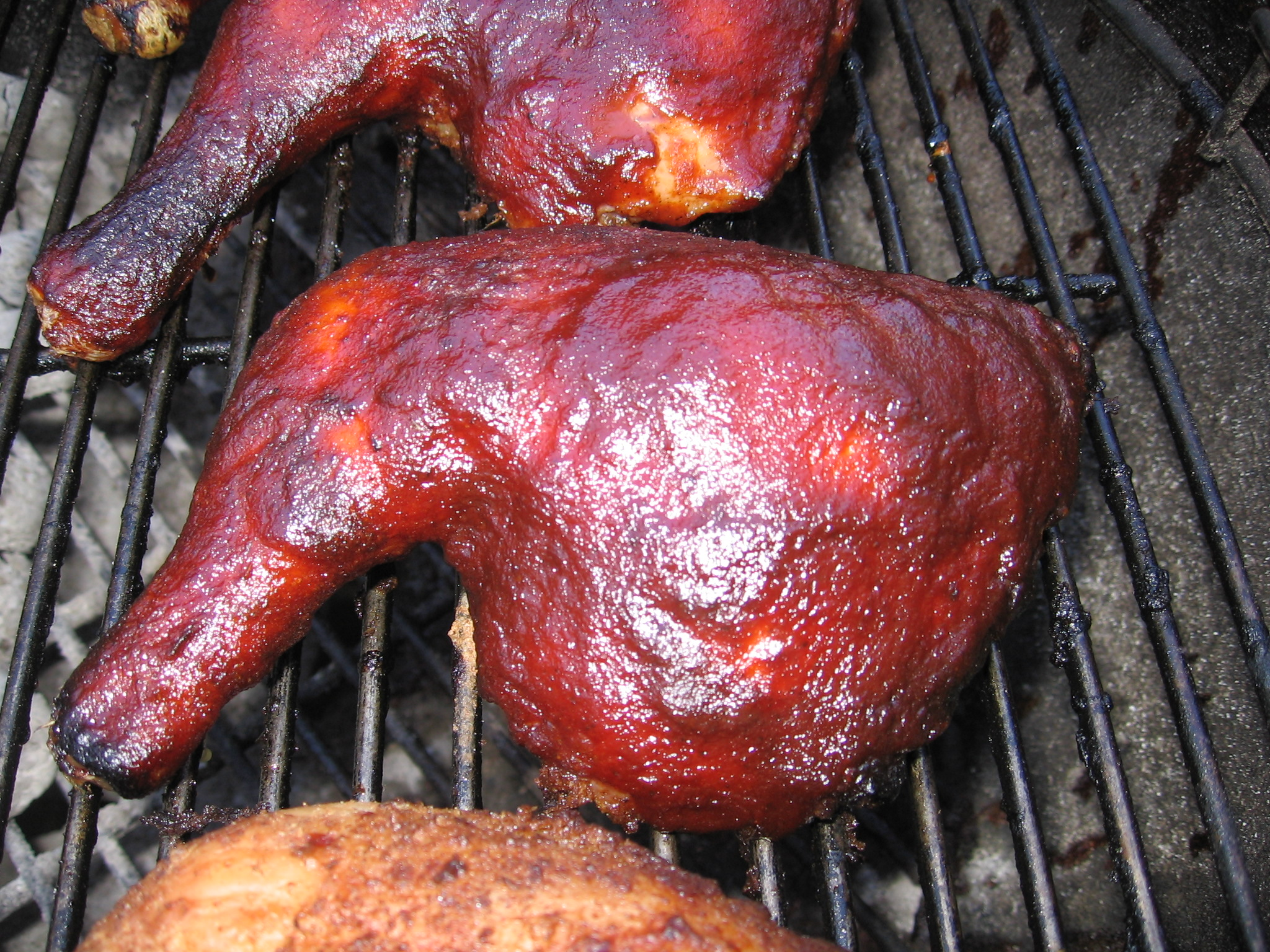
Hähnchenschenkel mit Glasur aus hausgemachter Whiskey-Barbecuesauce

Die selbstgemachte Barbecuesauce ist ein wichtiger Bestandteil beim Barbecue nach nordamerikanischem Vorbild. Die Rezepte werden von den Köchen meist geheim gehalten und zum Teil über Jahre zur Perfektion gebracht. Oft sind gerade die Saucen die Aushängeschilder und Wiedererkennungsmerkmale der Köche. Vereinzelte BBQ-Restaurants verkaufen ihre hausgemachten Saucen auch in Flaschen.
Für die Herstellung zu Hause vermischt man üblicherweise eine Tomatenbasis (frische Tomatensauce, Ketchup oder Tomatenmark) und Wasser mit weiteren Zutaten wie Zwiebeln, Essig, gegebenenfalls Senf und Gewürzen. Typische Gewürze sind neben Salz und Pfeffer beispielsweise Knoblauch, Cayennepfeffer, Worcestershiresauce und Chili oder Chilisauce sowie ggf. flüssiges Raucharoma (Liquid Smoke). Der süßliche Anteil wird durch Zugabe von Zucker, Honig, Melasse oder reduzierter Cola oder Fruchtsäfte erreicht. Durch langes Kochen des Gemischs entsteht die sirupartige Konsistenz.

## Barbecuesauce ohne Tomatenbasis
Rund um Alabama existiert die sogenannte Alabama-White-Sauce, eine Barbecuesauce auf Mayonnaisenbasis.
In South Carolina wird eine Essig-Senf-Sauce bevorzugt, die als South-Carolina-Mustard-Sauce bekannt ist. Die Verwendung von Senf wurde durch deutsche Einwanderer im 18. Jahrhundert initiiert.
Inzwischen etablieren sich auch in Deutschland immer mehr Saucen ohne Tomatenbasis. Dazu gehören z. B. die BBQ Saucen auf Pflaumenbasis oder Kirschbasis.

## Abgrenzung Barbecuesauce und Mop
Von der Barbecuesauce zu unterscheiden ist der sogenannte Mop, zum Teil auch Baste genannt. Bei diesem handelt es sich um eine oft sehr dünnflüssige Würzsauce, die beim Barbecue ausschließlich während des Garvorgangs – zum Teil mehrfach – auf das Gargut aufgetragen wird, um es während der mehrere Stunden dauernden Garzeit saftig zu halten. Mopsaucen bestehen oft aus Essig, gemischt mit etwas Zucker und Gewürzen. Auch Bier oder Wein sowie Fruchtsäfte können die grundlegende Zutat bilden.
Barbecuesaucen sind zum Moppen nur bedingt geeignet, da der hohe Zuckeranteil bei höheren Gartemperaturen zum Verbrennen neigt. Aus diesem Grunde werden Barbecuesaucen, wenn überhaupt, erst am Ende der Garzeit zum Karamellisieren auf das Gargut gestrichen. Außerdem verhindert das frühzeitige Bestreichen mit der dickflüssigen Sauce das Aufnehmen des Holzrauchgeschmacks durch das Gargut, der beim Barbecue in der Regel erwünscht ist.

## Trivia
In dem Spielfilm Planet Terror von Regisseur Robert Rodriguez erklärt der von Jeff Fahey gespielte J. T. Hague, wie die Barbecuesauce in seinem BBQ-Restaurant The Bone Shack nach einem geheimen Rezept zubereitet wird und welchen Stellenwert die Sauce an sich für das Barbecue hat.